# Jacobello Alberegno
Jacobello Alberegno, auch Jacobello Albaragno oder Jacopo Alberegno (* vor 1367; † vor dem 14. Juli 1397 in Venedig), war ein italienischer Maler des Trecento.
Jacobello Alberegno war ein fest in der Tradition der frühen venezianischen Malerei stehender Meister. Seine Herkunft und Ausbildung sind unbekannt, doch scheint er in der künstlerischen Auffassung Paolo Veneziano und Giusto de’ Menabuoi nahegestanden zu haben. Die Nähe zu Giusto de’ Menabuoi lässt auf Kontakte oder eine gute Kenntnis der Malschulen in Padua schließen.
Neben einem Dokument, in dem er als bereits verstorben erwähnt wird, existiert ein signiertes Triptychon mit der Darstellung der Kreuzigung Christi mit den Heiligen Gregor und Hieronymus von seiner Hand. Von diesem Werk ausgehend, werden ihm von einigen Kunstwissenschaftlern auch noch fünf Tafeln mit Darstellungen der Apokalypse zugeschrieben. Alle Werke befinden sich in der Gallerie dell’Accademia in Venedig.